# Municipio de Groveland (condado de Tazewell)
El municipio de Groveland (en inglés: Groveland Township) es un municipio ubicado en el condado de Tazewell en el estado estadounidense de Illinois. En el año 2010 tenía una población de 19526 habitantes y una densidad poblacional de 197,04 personas por km².

## Geografía
El municipio de Groveland se encuentra ubicado en las coordenadas 40°36′56″N 89°33′10″O / 40.61556, -89.55278. Según la Oficina del Censo de los Estados Unidos, el municipio tiene una superficie total de 99.1 km², de la cual 98.63 km² corresponden a tierra firme y (0.47%) 0.46 km² es agua.

## Demografía
Según el censo de 2010, había 19526 personas residiendo en el municipio de Groveland. La densidad de población era de 197,04 hab./km². De los 19526 habitantes, el municipio de Groveland estaba compuesto por el 96.35% blancos, el 0.75% eran afroamericanos, el 0.29% eran amerindios, el 0.57% eran asiáticos, el 0.02% eran isleños del Pacífico, el 0.51% eran de otras razas y el 1.51% pertenecían a dos o más razas. Del total de la población el 1.99% eran hispanos o latinos de cualquier raza.